# ناثان ديري
ناثان ديري (بالإنجليزية: Nathan Derry)‏ هو لاعب دارت بريطاني، ولد في 15 يناير 1987 في Gorleston-on-Sea ‏ في المملكة المتحدة.

## وصلات خارجية
- ناثان ديري على موقع DartsDatabase.co.uk (الإنجليزية)